# Neen Suwanamas
Neen Suwanamas (นีร สุวรรณมาศ) (23 novembre 1996) è un'attrice televisiva thailandese.

## Filmografia

### Televisione
- Ugly Duckling - Luk pet khire - serie TV, 7 episodi (2015)
- U-Prince Series - serie TV (2016)
- SOTUS: The Series - Phi wak tua rai kap nai pi nueng - serie TV, 12 episodi (2016)
- My Dear Loser - Rak mai aothan - serie TV (2017)
- SOTUS S: The Series - serie TV (2017-2018)
- Our Skyy - serie TV, 12 episodi (2018)
- Theory of Love - serie TV (2019)
- Girl Next Room - serie TV (2020)
- My Gear and Your Gown - serie TV (2020)
- Devil Sister - serie TV, 12 episodi (2021)